# Sof'ja Alekseevna Romanova
Sof'ja Alekseevna Romanova (in russo Софья Алексеевна Романова?; Mosca, 17 settembre 1657 – 3 luglio 1704) è stata reggente di Russia, dal 1682 al 1689, e si alleò con un politico e uomo di corte particolarmente capace, il principe Vasilij Golicyn, per ottenere la sovranità durante la minore età dei suoi fratelli, Pietro I e Ivan V. Le attività che compì questa «bogatyr-zarina» (come la chiamò Sergej Michajlovič Solov'ëv) furono straordinarie, se si considera che solitamente le donne moscovite si tenevano in disparte dalle questioni politiche. Fu la prima donna che regnò in Russia, anticipando le zarine che dominarono il secolo successivo.

## Biografia

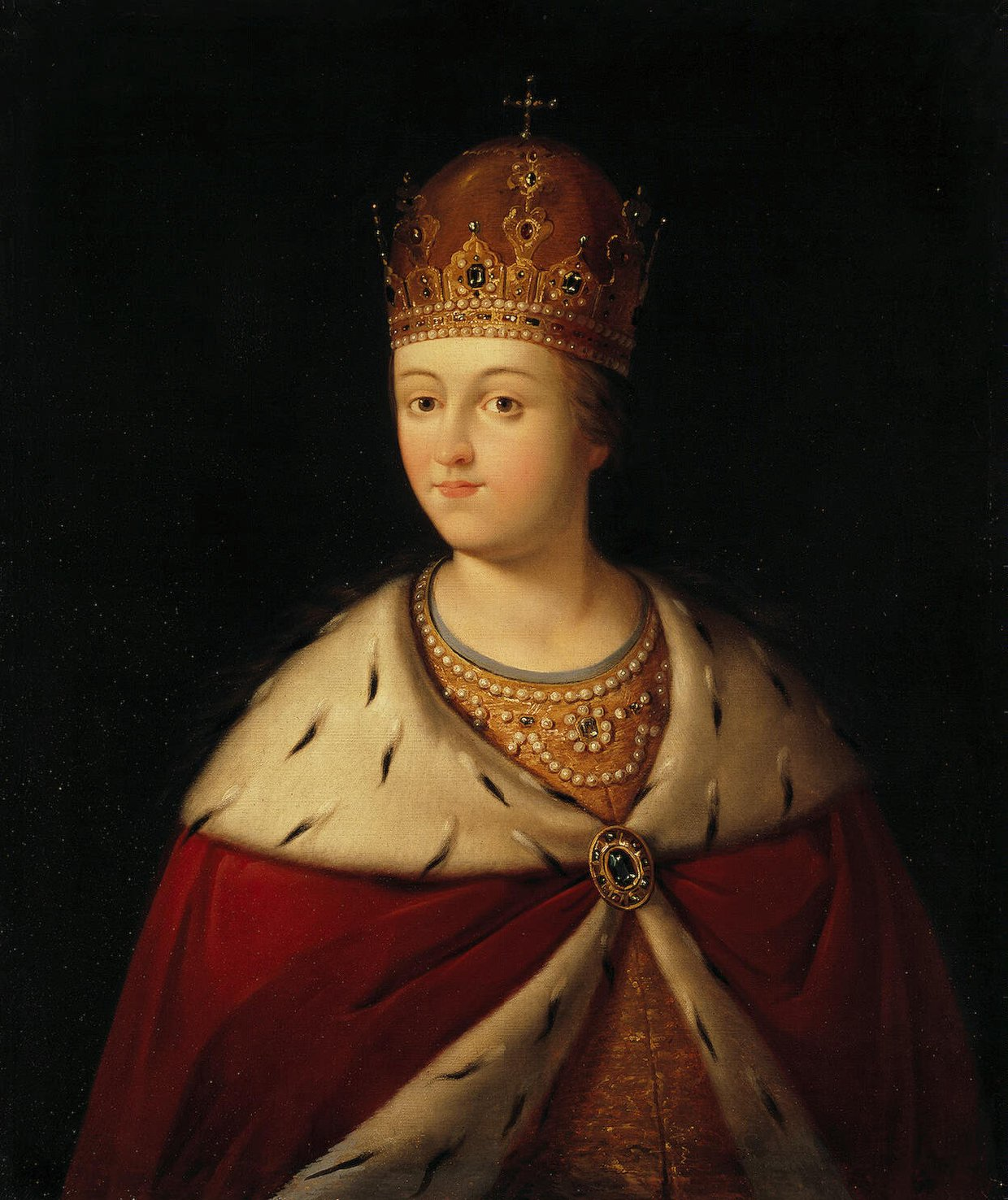
Sofja Alekseevna

Sof'ja era la sesta figlia dello zar Alessio I di Russia, avuta dalla prima moglie, Marija Il'inična Miloslavskaja. Dopo la morte del fratello zar Fëdor Alekseevič il 27 aprile 1682, Sof'ja, inaspettatamente, decise di entrare in politica, provando a impedire al suo giovane fratellastro, il decenne Pëtr Alekseevič, ed ai suoi parenti Naryškin, di ereditare il trono.
La fazione dei Miloslavskij si avvantaggiò della rivolta di Mosca del 1682 per proclamare Ivan V «primo» zar, e relegare il giovane Pietro I in seconda posizione, con Sofia che agiva in qualità di reggente per entrambi. Vasilij Golicyn venne installato come primo ministro de facto del governo, responsabile per la maggior parte dei dicasteri durante la sua reggenza. Giravano chiacchiere che volevano che Golicyn e Sof'ja fossero amanti, ma queste erano quasi certamente delle maldicenze diffuse dai nemici della reggente.

### Reggente di Russia
Quando i Vecchi Credenti si unirono ai ribelli nell'autunno del 1682 e chiesero l'abrogazione delle riforme di Nikon, Sof'ja e la sua corte dovettero fuggire dal Cremlino di Mosca e trovarono rifugio nel monastero della Trinità di San Sergio. I ribelli Strel'cy, che fomentarono la sommossa, speravano di deporre Sof'ja e di nominare reggente il principe Ivan Chovanskij. Infine, Sof'ja riuscì a reprimere la ribellione con l'aiuto di Fëdor Šaklovityj, che succedette a Chovanskij a capo dell'esercito moscovita.
Durante la reggenza Sof'ja fece alcune concessioni ai borghesi e attenuò le pene detentive nei confronti dei servi della gleba fuggitivi, che causarono insoddisfazione tra i nobili. Le più importanti azioni che caratterizzarono la sua politica estera, progettata da Golicyn, fu il trattato di Pace Eterna del 1686 con la Polonia, il Trattato di Nerčinsk con la Cina del 1689 e le campagne di Crimea contro i turchi.

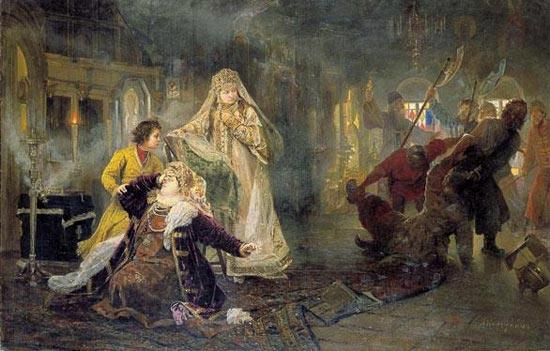
La rivolta degli Strel'cy del 1682 in un dipinto di A.I. Korzuhin del 1882

Quando Pietro I compì diciassette anni, i suoi parenti Naryškin chiesero che Sof'ja si ritirasse. In risposta, Šaklovityj le consigliò di autoproclamarsi zarina e tentare di indurre gli Strel'cy ad una nuova rivoluzione. Molte delle unità degli Strel'cy invece abbandonarono Mosca per i sobborghi di Preobraženskoe e in seguito per recarsi al monastero della Trinità di San Sergio, dove viveva il giovane Zar. Presentendo che il potere le stava scivolando tra le dita, Sof'ja mandò i boiardi ed il patriarca da Pietro, chiedendogli di ricongiungersi con lei al Cremlino. Lui rifiutò fermamente le sue proposte, richiedendo la condanna a morte per Šaklovityj e l'esilio per Golicyn.

### Ritiro in convento e morte della zarevna
Quando Sof'ja concordò di arrendersi ai suoi boiardi più anziani, ella venne messa agli arresti domiciliari e costretta a ritirarsi presso il convento di Novodevičij, senza però pronunciare formalmente i voti. Il suo destino venne siglato dieci anni più tardi, nel 1698, quando gli Strel'cy tentarono di reinstallarla al Cremlino durante un'assenza di Pietro dalla Russia. Questa ribellione venne repressa con pugno di ferro e presto i cadaveri dei ribelli vennero appesi di fronte alle finestre di Sof'ja. Avendo preso nel frattempo il velo, venne mantenuta nella più stretta clausura, con istruzioni precise per le altre suore che non potevano vederla se non il giorno di Pasqua. Morì nel convento sei anni più tardi, il 3 luglio 1704 e fu sepolta nell'annesso cimitero.

## Sofia Alekseevna al cinema

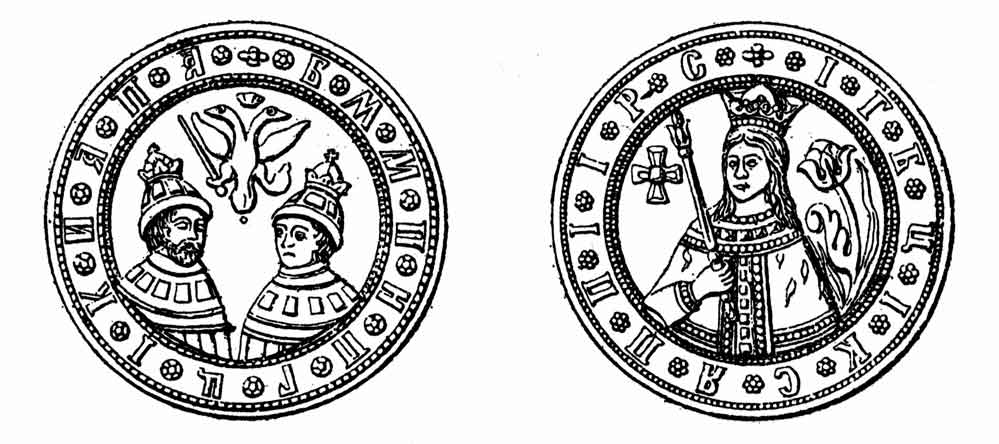
Medaglie con le effigi di Pietro I, Ivan V e Sofja

La sua figura è stata descritta nel romanzo dello scrittore cinese Jin Yong Il cervo e il calderone, nel quale il giovane protagonista Wei Xiaobao si recò in Russia e aiutò la reggente a guidare il colpo di Stato contro il fratellastro Pietro I. È stata avanzata l'ipotesi che sia stato questo evento a condurre alla pace tra l'Impero Qing e la Russia conclusasi con il trattato di Nerčinsk.
L'attrice inglese Vanessa Redgrave ha rappresentato il personaggio di Sof'ja Alekseevna nella miniserie del 1986 Pietro il Grande; la sua interpretazione le ha valso una nomination agli Emmy per migliore attrice non protagonista in una miniserie.

## Ascendenza
|                                |                    |                                    | Genitori                  |  |  | Nonni |  |  | Bisnonni                    |  |  | Trisnonni                         |  |
|                                |                    |                                    |                           |  |  |       |  |  | Patriarca Filarete di Mosca |  |  | Nikita Romanovič Zachar'in-Jur'ev |  |
|                                |                    |                                    |                           |  |  |       |  |  | Patriarca Filarete di Mosca |  |  | Nikita Romanovič Zachar'in-Jur'ev |  |
|                                |                    | Varvara Ivanovna Golovina-Khovrina |                           |  |  |       |  |  | Patriarca Filarete di Mosca |  |  |                                   |  |
| Michele I di Russia            |                    |                                    |                           |  |  |       |  |  | Patriarca Filarete di Mosca |  |  |                                   |  |
|                                |                    | Ksenija Ivanovna Šestova           | Ivan Vasil'evič Šestov    |  |  |       |  |  |                             |  |  |                                   |  |
|                                |                    | Ksenija Ivanovna Šestova           | Ivan Vasil'evič Šestov    |  |  |       |  |  |                             |  |  |                                   |  |
|                                |                    | Ksenija Ivanovna Šestova           | …                         |  |  |       |  |  |                             |  |  |                                   |  |
| Alessio I di Russia            |                    | Ksenija Ivanovna Šestova           |                           |  |  |       |  |  |                             |  |  |                                   |  |
|                                |                    | Luk'jan Stepanovič Strešnëv        | Stepan Andreevič Strešnëv |  |  |       |  |  |                             |  |  |                                   |  |
|                                |                    | Luk'jan Stepanovič Strešnëv        | Stepan Andreevič Strešnëv |  |  |       |  |  |                             |  |  |                                   |  |
|                                |                    | Luk'jan Stepanovič Strešnëv        | …                         |  |  |       |  |  |                             |  |  |                                   |  |
| Evdokija Luk'janovna Strešnëva |                    | Luk'jan Stepanovič Strešnëv        |                           |  |  |       |  |  |                             |  |  |                                   |  |
|                                |                    | Anna Konstantinovna Volkonskaja    | Konstantin Volkonskij     |  |  |       |  |  |                             |  |  |                                   |  |
|                                |                    | Anna Konstantinovna Volkonskaja    | Konstantin Volkonskij     |  |  |       |  |  |                             |  |  |                                   |  |
|                                |                    | Anna Konstantinovna Volkonskaja    | …                         |  |  |       |  |  |                             |  |  |                                   |  |
| Sof'ja Alekseevna Romanova     |                    | Anna Konstantinovna Volkonskaja    |                           |  |  |       |  |  |                             |  |  |                                   |  |
|                                | Danil Miloslavskij | …                                  |                           |  |  |       |  |  |                             |  |  |                                   |  |
|                                | Danil Miloslavskij | …                                  |                           |  |  |       |  |  |                             |  |  |                                   |  |
|                                | Danil Miloslavskij | …                                  |                           |  |  |       |  |  |                             |  |  |                                   |  |
| Il'ja Danilovič Miloslavskij   | Danil Miloslavskij |                                    |                           |  |  |       |  |  |                             |  |  |                                   |  |
|                                |                    | …                                  | …                         |  |  |       |  |  |                             |  |  |                                   |  |
|                                |                    | …                                  | …                         |  |  |       |  |  |                             |  |  |                                   |  |
|                                |                    | …                                  | …                         |  |  |       |  |  |                             |  |  |                                   |  |
| Marija Il'inična Miloslavskaja |                    | …                                  |                           |  |  |       |  |  |                             |  |  |                                   |  |
|                                |                    | Fëdor Narbekov                     | …                         |  |  |       |  |  |                             |  |  |                                   |  |
|                                |                    | Fëdor Narbekov                     | …                         |  |  |       |  |  |                             |  |  |                                   |  |
|                                |                    | Fëdor Narbekov                     | …                         |  |  |       |  |  |                             |  |  |                                   |  |
| Ekaterina Fëdorovna Narbekova  |                    | Fëdor Narbekov                     |                           |  |  |       |  |  |                             |  |  |                                   |  |
|                                |                    | …                                  | …                         |  |  |       |  |  |                             |  |  |                                   |  |
|                                |                    | …                                  | …                         |  |  |       |  |  |                             |  |  |                                   |  |
|                                |                    | …                                  | …                         |  |  |       |  |  |                             |  |  |                                   |  |
|                                |                    | …                                  |                           |  |  |       |  |  |                             |  |  |                                   |  |